# Nicolas Plazy

a Compétitions nationales et continentales officielles uniquement.

Dernière mise à jour le 5 juin 2022.
Nicolas Plazy, né le 17 mai 1994 à La Seyne-sur-Mer (Var), est un joueur français de rugby à XV évoluant au poste d'ailier ou d'arrière.

## Biographie
Né à La Seyne-sur-Mer, Nicolas Plazy pratique d'abord le football avant d'opter pour le rugby à XV à 11 ans. Il commence au Rugby Club du Pays six-fournais (RCPSF), il rejoint ensuite l'US La Seyne puis il intègre le RC Toulon.
Nicolas a amélioré son jeu en tant qu'arrière au Rugby Club toulonnais durant cinq ans (2010-2015). Il a aussi joué pour le Rugby Club de la Marine nationale avec lequel il a été deux fois champion de France et deux fois vainqueur contre la sélection anglaise (2013-2015).
Il fait partie de la sélection Provence-Alpes-Côte d'Azur des moins de 17 ans et moins de 18 ans.
Depuis 2015, Nicolas a quitté Toulon pour pouvoir continuer à évoluer au sein du Colomiers Rugby, d'abord en tant qu'arrière avec l'équipe des espoirs puis au poste de trois-quarts aile en Pro D2. Il y a finalement signé un contrat professionnel d'une durée de trois ans en décembre 2016 pour 3 années. 
2016-2017 a été la saison de la consécration pour Nicolas, il sera la révélation de l'équipe professionnelle de Colomiers.[réf. nécessaire]
La saison 2017-2018 sera pour lui une année de tous les succès, en tant que meilleur marqueur de son équipe avec 10 essais marqués ; il signe en parallèle un pré-contrat en décembre 2017 avec l'Union Bordeaux Bègles.
À l'intersaison, il signe ainsi un contrat portant sur 3 saisons avec l'Union Bordeaux Bègles,.

## Style
Nicolas Plazy est un sprinteur[réf. nécessaire]. En effet, il a très vite le surnom de « l'homme aux jambes de feu ».
Dans le jeu, il est toujours très efficace sur ses duels et franchit souvent le rideau défensif. Il possède des qualités d'anticipation qui lui permettent d'être souvent en avance sur ses adversaires. Ces dispositions lui permettent d'évoluer à l'arrière et à l'aile.[réf. nécessaire]